# Gotha Go 149
Die Gotha Go 149 war ein deutsches einsitziges Übungsflugzeug.
Entwickelt wurde es 1936 von der Gothaer Waggonfabrik für die Jagdfliegerschulung. Das Flugzeug war als freitragender Tiefdecker mit Einziehfahrwerk und mit einem 240 PS leistenden 8-Zylinder-V-Motor Argus As 10 C konstruiert und gebaut. Eine Bewaffnung für die Ausbildung sowie zur Verwendung als leichtes Schlachtflugzeug war vorgesehen. Es wurden nur zwei Versuchsmuster (V1, D–EGWF und V2, D–EJFR) gebaut. Eine als Go 149 L bezeichnete Ausführung als Heimatschutzjäger wurde nicht verwirklicht.

## Technische Daten

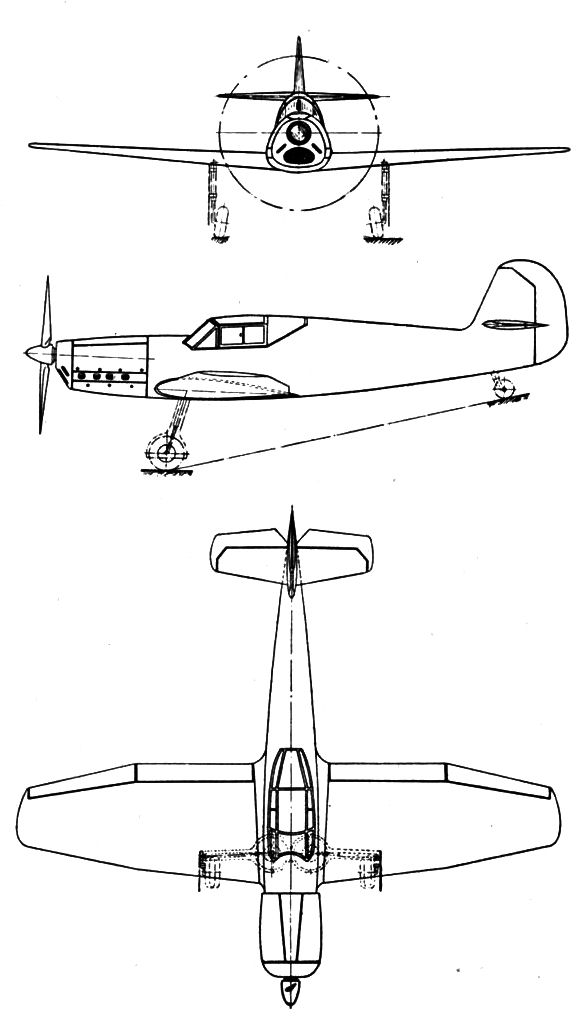
Dreiseitenriss

| Kenngröße             | Daten                                 |
| --------------------- | ------------------------------------- |
| Besatzung             | 1                                     |
| Länge                 | 7,3 m                                 |
| Spannweite            | 7,8 m                                 |
| Höhe                  | 2,1 m                                 |
| Flügelfläche          | 11,3 m²                               |
| Flügelstreckung       | 5,4                                   |
| Leermasse             | 800 kg                                |
| max. Startmasse       | 1050 kg                               |
| Höchstgeschwindigkeit | 345 km/h                              |
| Reisegeschwindigkeit  | 320 km/h                              |
| Landegeschwindigkeit  | 95 km/h                               |
| Steiggeschwindigkeit  | 420 m/min                             |
| Steigzeit             | 2,2 min auf 1000 m Höhe               |
| Dienstgipfelhöhe      | 6400 m                                |
| Reichweite            | 950 km                                |
| Triebwerke            | ein Argus As 10 C mit 240 PS (177 kW) |